# Guido Slataper
Guido Slataper (Trieste, 28 ottobre 1897 – Bergamo, 27 aprile 1974) è stato un militare italiano.

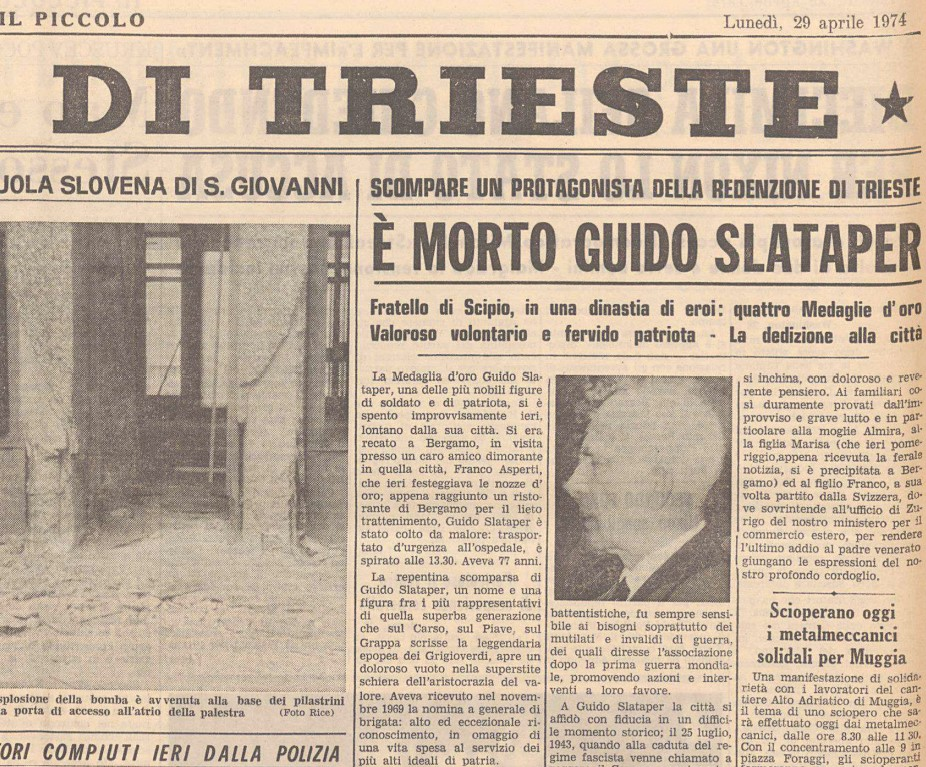
Estratto da Il Piccolo giornale di Trieste del 29/04/1974

Ufficiale di fanteria pluridecorato del Regio Esercito, prese parte alla prima guerra mondiale e alla guerra d'Etiopia. Decorato con la medaglia d'oro al valor militare a vivente per la conquista del Monte Santo avvenuta il 14 maggio 1917.

## Biografia
Nacque a Trieste il 28 ottobre 1897, fratello di Scipio. Con l'entrata in guerra del Regno d'Italia, il 24 maggio 1915, si arruolò volontario nel Regio Esercito insieme al fratello. Ottenuta la nomina a sottotenente di complemento i due fratelli si arruolarono nel 1º Reggimento fanteria "Re" della Brigata più antica e prestigiosa della fanteria, la Brigata "Re", ed entrambi combatterono sul monte Podgora rimanendo gravemente feriti. Scipio, il cantore del Carso, perse la vita mentre egli sopravvisse, e per il loro eroico comportamento i due fratelli furono entrambi decorati con la Medaglia d’argento al valor militare.
Ritornato ben presto al fronte, fu assegnato al 230º Reggimento fanteria "Campobasso" e combatté valorosamente a Salcano (1916), distinguendosi successivamente nella conquista del Monte Santo (14 maggio 1917), conquistando una seconda Medaglia d'argento al valor militare, successivamente commutata in Medaglia d'oro al valor militare.

### La decima battaglia dell'Isonzo
Tra il 12 maggio e il 5 giugno 1917 il Comando Supremo italiano scatenò una grande offensiva contro le posizioni austroungariche lungo il corso del fiume Isonzo. Dopo un bombardamento a tappeto sulle posizioni nemiche lungo tutta la linea del fronte da Tolmino al mare, con l'obiettivo di giungere alla rottura del fronte e conquistare Trieste, gli italiani giunsero quasi a raggiungere l'obiettivo. L'esercito imperiale riuscì a riorganizzarsi e a lanciare una controffensiva che tolse all'esercito italiano quasi tutte le zone conquistate.
Il 14 maggio le unità della Brigata "Campobasso", operante in seno alla 3ª Armata,  riuscirono a impadronirsi della vetta del Monte Santo, ma furono successivamente costrette a ritirarsi a causa del violento contrattacco sferrato dagli austriaci durante la notte successiva. Tenente in servizio permanente effettivo per meriti di guerra (S.P.E.) del 230º Reggimento fanteria, di cui era comandante del III Battaglione, rimase con pochi compagni a difendere le posizioni, e dopo aver lottato con coraggio contro i nemici, rimasto senza munizioni, fu fatto prigioniero.

### La guerra d'Etiopia
Rientrato in Italia dopo la fine della guerra, ritornò alla vita civile aderendo poi al Partito Nazionale Fascista quando fu nominato consigliere delegato dell’Opera Nazionale Invalidi di Guerra. Nel corso del 1935 partì volontario per la guerra d'Etiopia con il grado di capitano, raggiungendo la Somalia in forza alla 6ª Divisione CC.NN. "Tevere". Sul fronte dell'Ogaden si distinse nuovamente meritandosi la Croce di guerra al valor militare e la promozione a maggiore per meriti eccezionali. Il 7 agosto 1938 fu promosso al grado di tenente colonnello per merito di guerra.
Dopo l'armistizio dell'8 settembre 1943 fu nominato commissario straordinario di Trieste in sostituzione del Podestà Cesare Pagnini. Con l'occupazione nazista fu deportato nel Campo di concentramento di Mauthausen, ma sopravvisse e ritornò in Patria alla fine della seconda guerra mondiale.
Nel 1949 fondò a Trieste la “Federazione Grigioverde”, un sodalizio che riuniva l'azione delle Associazioni Combattentistiche e d'Arma presenti in città, contribuendo a conservare l'attaccamento della città alla Patria Italiana. Divenne poi agente di zona dell'AGIP e fu collaboratore di Enrico Mattei. Si spense a Bergamo il 27 aprile 1974.
Nel 1934 il pittore triestino Dyalma Stultus (Trieste 1901-Darfo/Brescia 1977) eseguì un dipinto ad olio su compensato che raffigura Guido Slataper mentre è in procinto di conquistare la vetta del Monte Santo il 14 maggio 1917.

### Annotazioni
1. ↑  Sotto il falso nome di Guido Sandri.
2. ↑  Tale dipinto venne poi acquistato dai Civici Musei di Storia ed Arte il 9 aprile 1968, e attualmente si trova presso tale collezione.

### Fonti
1. ↑  https://archivio.ilpiccolo.it/sfoglio/aviator/aviator.php?newspaper=CFI0375833&edition=piccolo&issue=19740429&startpage=4&keywords=slataper
2. 1 2 3  Il Piccolo Giornale di Trieste del 29/04/1974, p.4. https://archivio.ilpiccolo.it/sfoglio/aviator/aviator.php?newspaper=CFI0375833&edition=piccolo&issue=19691006&startpage=4&keywords=slataper
3. ↑  Cavaciocchi, Ungari 2014, p. 53.
4. ↑  Cavaciocchi, Ungari 2014, p. 73.
5. 1 2 3  Cavaciocchi, Ungari 2014, p. 172.
6. 1 2  Cavaciocchi, Ungari 2014, p. 170.
7. 1 2  Cavaciocchi, Ungari 2014, p. 171.
8. ↑  Del Boca 2001, p. 459.
9. 1 2  Del Boca 2001, p. 501.
10. ↑  Pettibone 2010, p. 167.
11. ↑  Coen 1995, p. 35.
12. ↑  Accorinti 2007, p. 209.
13. ↑   Quirinale - scheda - visto 13 giugno 2015
14. ↑  Gazzetta Ufficiale del Regno d'Italia n.61 del 17 marzo 1937.